# Печење меса под сачем
Печење меса под сачем је посебан поступак припреме разних врста меса процесом топлотне обраде у сувој средини, који се може вршити у земљаној (црепуља) или металној посуди, прекривеној сачем (металним или земљаним) на отвореном ложишту. Овим поступком месо добија бољи укус и сочност, јер се  истовремено пече и кува у својим соковима, тако да је толико меко да се топи у устима. У сачу се око меса може припремати кромпир и друго поврће, које постаје деликатес сам по себи.
Меса спремљена на овакав начин спадају у етно специјалитете у Србији, Босни и Херцеговини и Црној Гори.

## Припрема меса
Припрема почиње сољењем и слагањем комада меса, зачинског биља и вина у земљану или металну посуду.  
Најбољи мајстори печења под сачем тврде да је тајна његове савршене текстуре припрема на квалитетном жару, и зато, пре печења треба припремити  висококалорично дрвo, попут букве или граба. Жар од ове врсте дрва  одржава оптималну температуру која је потребна за квалитетну припрему печења под сачем.  

## Припрема посуда за печење и жара
Ако се припрема меса испод сача врши у новој црепуљи, пре прве употребе треба лагано загрејати  црепуљу и звоно сача и подмазати јестивим уљем или машћу.   
Препоручује се да се посуде перу искључиво топлом водом водом,  без употребе детерџента (да не би утицао на мирис хране),  али уз употребу глатке четке. Опране  посуде, бришу се након прања и цеђења сувом крпом или пешкиром и изнутра премажу машћу или уље.
Припрема жара за печење под сачем постиже се паљењем ватре на већем, равном шамотном ложишту или пећи за хлеб. Шамот дуго задржава топлоту и отпоран је на високе температуре. Добро је започети грејање ватром до сат и по пре печења. Када се скупи довољно топлоте (жара), може се започети са печењем.  

## Печење меса
Печење меса у црепуљи под сачем врши се на отвореном ложишту (огњишту), након што се претходно разгрне запаљена ватра и у средини и на то место, ставља се црепуља са месом. Потом се преко ње ставља сач, и све то се затрпава жаром.
Звоно сача на себи има ивицу (метални обруч) која држи жар. На њему не треба дозволити појаву пламен, већ само одржавати  лаки жар или врућ пепео, јер би у супротном јело могло да изгори споља, а у средини да остане недовољно печено.
Жаром прекривен сач се не отвара све до завршетка печења, да не би драгоцени сокови и мириси зачина испарили. Међутим неки кувари саветују да се током печења отвори печење (што је прилично тешко)) и провери стање, окрене или промеша месо и поврће (ако је додато) и по потреби прелије са још мало вина.
Након одређеног времена које је потребно да се месо испече  (минимум 120 до 150 минута), жар и пепео се жарачем или лопатицом скидају са сача, сач се жарачем подигне и печење се вади из црепуље.
Има случајева, када се месо пече  да се не користи црепуља, већ се карамичка или метална посуда са месом ставља директно на земљу, или циглама поплочано огњиште и само покрива сачем.  
- Печење меса у посуди или црепуљи под сачем
- Метални сач и посуда за печење
- Земљани сач и посуда за печење